# اسپوکن (لوئیزیانا)
اسپوکن (به انگلیسی: Spokane) شهری در ایالت لوئیزیانا کشور ایالات متحده آمریکا است که جمعیت آن در سرشماری سال ۲۰۱۰ میلادی، ۴۴۲ نفر بوده‌است.